# 施洋

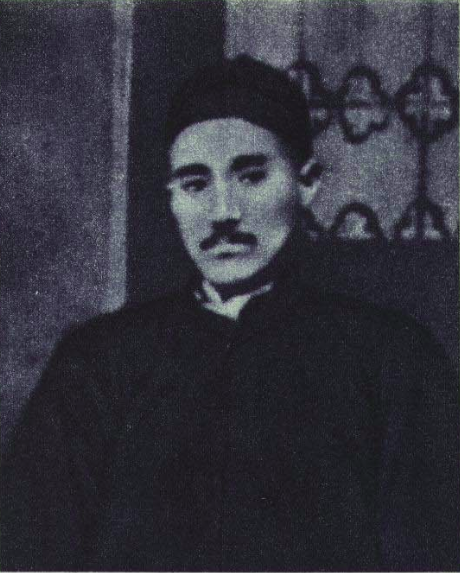
施洋

施洋（1889年6月13日—1923年2月15日），原名吉超，号万里，后改名洋，字伯高。生于湖北省竹山县麻家渡镇杨家河村。中国共产党党员，中国早期工人运动领袖、律师。

## 生平
施洋家境贫寒。1907年考入郧阳府立农业学堂蚕科学习，1910年转入郧阳农业中学。辛亥革命爆发后，因学校停办，于1912年回乡创办国民学校，任校长。他还创立农务会，被推为会长。1914年，他考入湖北警察学校。1915年考入湖北法政学校专门学习法律。1917年以甲等第一名的成绩毕业，在武昌从事律师职业。1919年开始在汉口花楼街皮业巷5号开律师事务所执业，不久，加入刚组建的武汉法政学会，被推选为常务副会长。
1922年6月经许白昊、项英介绍加入中国共产党。7月参与筹建全国最早的地方总工会——武汉工团联合会（10月10日改为湖北全省工团联合会），并任该会法律顾问。在此之后，施洋以律师身份支持烟厂工人和人力车夫的罢工。他先后参加并领导过武汉大大小小十数次工人运动。
1923年2月1日，京汉铁路总工会成立大会在郑州隆重召开。施洋以湖北全省工团联合会、京汉铁路总工会法律顾问的身份参加了大会的指导工作。这次会议被当时的郑州警察机关所阻挠，参加会议的工人代表与当局派出的军警发生严重冲突。当晚总工会召开秘密会议，要求当局两天内满足总工会的各项要求（撤换郑州警察局局长、归还赔偿总工会资产等等），否则将实行京汉铁路全线总罢工。同时进行了罢工的部署。施洋、林祥谦被指定为江岸区罢工总负责人。施洋参加总工会秘密会议后，于当晚和林祥谦等人乘火车赶回汉口江岸。
2月2日，施洋、林祥谦等人在汉口江岸分工会召开动员大会。
2月4日上午，施洋、林祥谦接到总工会关于开始罢工的指示后，立即下达了江岸分工会罢工的命令。后来史称的“二七大罢工”（又称“京汉铁路工人大罢工”）正式爆发。
2月7日下午，湖北军阀萧耀南开始采取武力镇压措施。当晚，施洋在家中被捕，先被押送到汉口警察厅。2月8日，施洋又被押送到位于武昌的湖北陆军审判处。当天下午，陆军审判处即开庭审理。在吴佩孚的密令下，湖北军阀未等法庭审理正常结束，于1923年2月15日（腊月卅日）凌晨在武昌洪山将施洋执行死刑。
1963年，人们在武汉市武昌洪山脚下为施洋立碑。1993年，人们又在施洋的故乡竹山县修建了五米高的烈士铜像。